# La merlettaia (film)
La merlettaia (La Dentellière) è un film del 1977 diretto da Claude Goretta, ispirato dall'omonimo dipinto di Vermeer. Il film è tratto dal romanzo di Pascal Lainé La Dentellière ("La merlettaia", Rusconi 1975).
Presentato in concorso al 30º Festival di Cannes, il film è stato candidato per la Palma d'oro e ha vinto il Prize of the Ecumenical Jury.

## Trama
La giovane Beatrice (detta Pomme), timida e molto sensibile, vive con la madre e lavora come apprendista parrucchiera a Parigi. Durante un soggiorno estivo nella cittadina di Cabourg, Pomme conosce François, studente e appartenente a una ricca e facoltosa famiglia; tra i due ragazzi sboccia l'amore e trascorrono insieme il resto delle vacanze. Ritornati alla vita di tutti i giorni, decidono di andare a convivere e si trasferiscono, nonostante il disappunto dei loro familiari, in un piccolo appartamento a Parigi. All'inizio la convivenza sembra dar loro ragione, ma presto il divario sociale e culturale che li divide ha la meglio sul loro amore. L' "intellettuale" François, dopo l'infatuamento iniziale, si stufa di essere oggetto della silenziosa devozione di Pomme - incapace di confrontarsi con i suoi nebulosi proclami ideologici -  e decide di troncare la loro relazione; lei accetta  la decisione del fidanzato ed abbandona l'appartamento, facendo ritorno da sua madre. Ma la fine del loro rapporto avrà gravi ripercussioni sulla psiche di Pomme che dapprima si ammala di anoressia nervosa e infine viene internata in un ospedale psichiatrico. Tempo dopo, la notizia del suo ricovero giunge anche a François che decide di farle visita, ma il loro incontro è drammatico: Beatrice si è chiusa in se stessa e, vittima di uno stato depressivo che l'ha resa definitivamente incapace di confrontarsi con il mondo, non sembra più riconoscerlo.

## Riconoscimenti
- Prize of the Ecumenical Jury al Festival di Cannes 1977, in concorso per la Palma d'oro.
- David di Donatello 1980 - Premio per la migliore attrice straniera a Isabelle Huppert.
- 3 candidature ai Premi César 1978: migliore attrice (Isabelle Huppert), miglior film, migliore attrice non protagonista (Florence Giorgetti).

## Critica
- Una delle più belle storie d'amore degli anni '70 per delicatezza e profondità. Una metafora del modo in cui la ricca borghesia sfrutta la classe lavoratrice. Commento del dizionario Morandini che assegna al film quattro stelle su cinque di giudizio.[1]
- Il dizionario Farinotti assegna al film tre stelle su cinque[2]